# Лісові пожежі в Греції (2007)

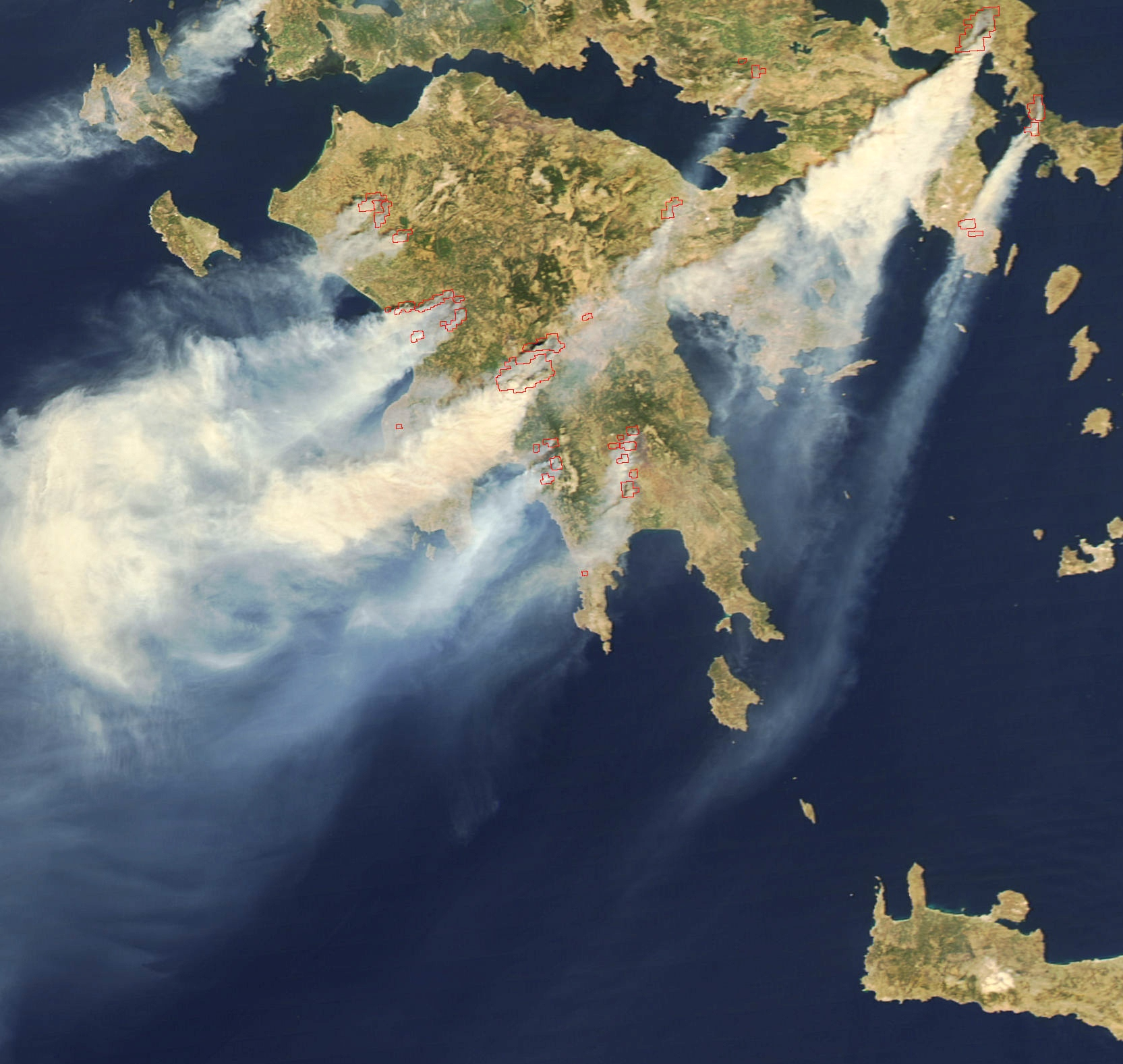
Знімок НАСА

Лісові пожежі в Греції в серпні 2007 року стали самими інтенсивними і руйнівними пожежами в Греції за останні 150 років. Спекотна суха погода сприяла стихійному розповсюдженню вогню на значній території країни, насамперед у південній третині країни: на півострові Пелопоннес, острів Евбея, регіони Аттика, Аркадія. Уряд Греції оголосив надзвичайний стан і провів евакуацію десятків населених пунктів, закликав на допомогу міжнародні та іноземні організації, у тому числі МНС Білорусі та Росії. В результаті пожеж загинуло 79 осіб. Вогонь зруйнував безліч будинків, впритул підійшов до археологічних пам'яток Стародавньої Олімпії, які все ж вдалося вберегти. Не виключено, що однією з причин такого числа пожеж стали навмисні підпали.

## Причини

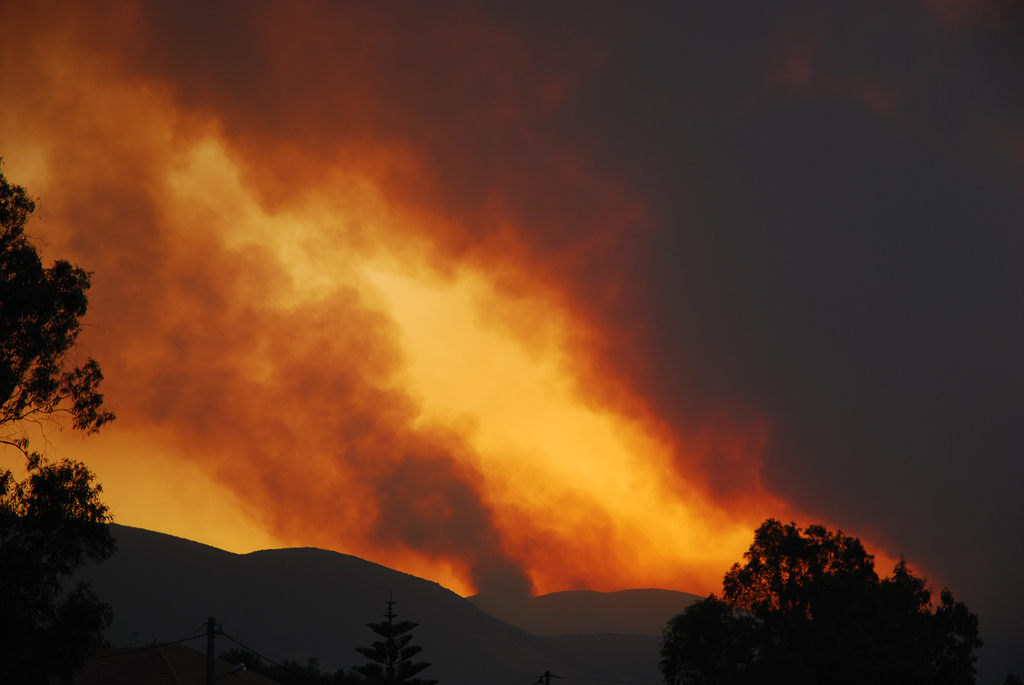
Пожежа

Причини пожежі криються у поєднанні кількох несприятливих факторів (кліматичних, географічних і людських) і до цього неодноразово призводили до пожеж в країні в цьому сезоні.

### Клімат
Греція, особливо на півдні, відрізняється теплим, сухим кліматом (див. середземноморський клімат), малою кількістю опадів восени і влітку. Тут мало опадів, а річки короткі, нечисленні і маловодні, більшість пересихає влітку. Літо 2007 відрізнялося особливою посушливістю, три антициклони з температурою більля 40°C встигли пройти над Грецією за період з червня по вересень, а жертвами епізодичних пожеж до серпня стали 9 осіб.

### Географія
Як і взагалі в Середземномор'ї, переважаючий рельєф на півдні регіону — пагорби і невисокі посушливі гори і плоскогір'я (на сході) з переважно сухою чагарниковою рослинністю, яка значною мірою вигорає до кінця літа від палючого сонця.

### Погода
У серпні-жовтні в Греції стоїть суха тепла погода (на просторах пострадянських країн відома як оксамитовий сезон). Навіть невеликі вітри, які почали дути з моря сприяли посиленню пожежі та поширенню диму. У серпні 2007 пориви вітру посилилися, а вологість повітря впала до рекордно низького 1 %. Подібні умови створили ідеальні передумови до безперешкодного розростання пожежі. Дим від пожежі значно знизив якість повітря, ускладнив дихання, скоротив видимість, у тому числі в Афінах.

## Організація
Уряд оголосив надзвичайний стан і евакуацію населення з постраждалих районів, а також звернулося за допомогою до міжнародних організацій.

### Оцінки шкоди
Влітку 2007 у Греції було зареєстровано понад 3 000 осередків загоряння. Загалом постраждала територія площею 2 700 кв. км., серед яких значну частку складали цінні оливкові гаї та інші сільськогосподарські угіддя. З 2 700 км², 1 500 (55,6 %) склали дикі ліси Південної Греції.

## Дивись також
- Каліфорнійські пожежі в жовтні 2007 року.
- Лісові пожежі в Греції (2009)